# Марцен (Бергамо)
Марцен је насеље у Италији у округу Бергамо, региону Ломбардија.
Према процени из 2011. у насељу је живело 42 становника. Насеље се налази на надморској висини од 742 м.